# Australia ai Giochi della XXIX Olimpiade
L'Australia ha partecipato alle Giochi della XXIX Olimpiade di Pechino, svoltisi dall'8 al 24 agosto 2008, con una delegazione di 432 atleti.

## Medaglie
| Medaglia | Atleta | Sport            | Evento                                       |
| -------- | --- | ---------------- | -------------------------------------------- |
| Oro      | Stephanie Rice | Nuoto            | 400 metri misti femminili                    |
| Oro      | Stephanie Rice | Nuoto            | 200 metri misti femminili                    |
| Oro      | Libby Trickett | Nuoto            | 100 metri farfalla femminili                 |
| Oro      | Leisel Jones | Nuoto            | 100 metri rana femminili                     |
| Oro      | Stephanie Rice Bronte Barratt Kylie Palmer Linda Mackenzie Felicity Galvez Angie Bainbridge Melanie Schlanger Lara Davenport | Nuoto            | Staffetta 4x200 metri stile libero femminile |
| Oro      | Emily Seebohm Leisel Jones Jessicah Schipper Libby Trickett Tarnee White Felicity Galvez Shayne Reese                        | Nuoto            | Staffetta 4x100 metri misti femminile        |
| Oro      | Drew Ginn Duncan Free | Canottaggio      | 2 senza maschile                             |
| Oro      | Scott Brennan David Crashway                                                                                                 | Canottaggio      | 2 di coppia maschile                         |
| Oro      | Emma Snowsill | Triathlon        | Gara femminile                               |
| Oro      | Nathan Wilmot Malcom Page | Vela             | 470 maschile                                 |
| Oro      | Tessa Parkinson Elise Rechichi                                                                                               | Vela             | 470 femminile                                |
| Oro      | Steven Hooker | Atletica leggera | Salto con l'asta maschile                    |
| Oro      | Ken Wallace | Canoa/kayak      | K1 500 metri maschile                        |
| Oro      | Matthew Mitcham | Tuffi            | Piattaforma 10 metri maschile                |
| Argento  | Briony Cole Melissa Wu | Tuffi            | Piattaforma 10 metri sincro femminile        |
| Argento  | Clayton Fredericks Lucinda Fredericks Sonja Johnson Megan Jones Shane Rose                                                   | Equitazione      | Concorso completo a squadre                  |
| Argento  | Eamon Sullivan | Nuoto            | 100 metri stile libero maschili              |
| Argento  | Brenton Rickard | Nuoto            | 200 metri rana maschili                      |
| Argento  | Leisel Jones | Nuoto            | 200 metri rana femminili                     |
| Argento  | Libby Trickett | Nuoto            | 100 metri stile libero femminili             |
| Argento  | Jacqueline Lawrence | Canoa/kayak      | Slalom K1 femminile                          |
| Argento  | Matt Ryan James Marburg Cameron McKenzie-McHarg Francis Hegerty                                                              | Canottaggio      | 4 senza maschile                             |
| Argento  | Grant Hackett | Nuoto            | 1500 metri stile libero maschili             |
| Argento  | Hayden Stoeckel Brenton Rickard Andrew Lauterstein Eamon Sullivan Ashley Delaney Christian Sprenger Adam Pine Matt Targett   | Nuoto            | Staffetta 4x100 metri misti maschile         |
| Argento  | Anna Meares | Ciclismo         | Velocità femminile                           |
| Argento  | Sally McLellan | Atletica leggera | 100 metri ostacoli femminili                 |
| Argento  | Darren Bundock Glenn Ashby                                                                                                   | Vela             | Tornado                                      |
| Argento  | Jared Tallent | Atletica leggera | Marcia 50 km                                 |
| Argento  | Australia | Pallacanestro    | Torneo femminile                             |
| Bronzo   | Cate Campbell Alice Mills Melanie Schlanger Libby Trickett Shayne Reese                                                      | Nuoto            | Staffetta 4x100 metri stile libero femminile |
| Bronzo   | Jessicah Schipper | Nuoto            | 100 metri farfalla femminili                 |
| Bronzo   | Eamon Sullivan Andrew Lauterstein Ashley Callus Matt Targett Leith Brodie Patrick Murphy                                     | Nuoto            | Staffetta 4x100 metri stile libero maschile  |
| Bronzo   | Hayden Stoeckel | Nuoto            | 100 metri rana maschili                      |
| Bronzo   | Robin Bell | Canoa/kayak      | Slalom C1 maschile                           |
| Bronzo   | Patrick Murphy Grant Hackett Grant Brits Nick Ffrost Leith Brodie Kirk Palmer                                                | Nuoto            | Staffetta 4x200 metri stile libero maschile  |
| Bronzo   | Jessicah Schipper | Nuoto            | 200 metri farfalla femminili                 |
| Bronzo   | Andrew Lauterstein | Nuoto            | 100 metri farfalla maschili                  |
| Bronzo   | Warren Potent | Tiro             | Carabina 50 metri a terra maschile           |
| Bronzo   | Jared Tallent | Atletica leggera | Marcia 20 km maschile                        |
| Bronzo   | Cate Campbell | Nuoto            | 50 metri stile libero femminili              |
| Bronzo   | Emma Moffatt | Triathlon        | Gara femminile                               |
| Bronzo   | Australia | Softball         | Torneo femminile                             |
| Bronzo   | Australia | Pallanuoto       | Torneo femminile                             |
| Bronzo   | Ken Wallace | Canoa/kayak      | K1 1000 metri maschile                       |
| Bronzo   | Lisa Oldenhof Hannah Davis Chantal Meek Lyndsie Fogarty                                                                      | Canoa/kayak      | K4 500 metri femminile                       |
| Bronzo   | Australia | Hockey su prato  | Torneo maschile                              |

### Medaglie per disciplina
| Sport            | Oro | Argento | Bronzo | Totale |
| ---------------- | --- | ------- | ------ | ------ |
| Nuoto            | 6   | 6       | 8      | 20     |
| Canottaggio      | 2   | 1       | 0      | 3      |
| Vela             | 2   | 1       | 0      | 3      |
| Atletica leggera | 1   | 2       | 1      | 4      |
| Canoa/kayak      | 1   | 1       | 3      | 5      |
| Tuffi            | 1   | 1       | 0      | 2      |
| Triathlon        | 1   | 0       | 1      | 2      |
| Equitazione      | 0   | 1       | 0      | 1      |
| Ciclismo         | 0   | 1       | 0      | 1      |
| Pallacanestro    | 0   | 1       | 0      | 1      |
| Tiro             | 0   | 0       | 1      | 1      |
| Softball         | 0   | 0       | 1      | 1      |
| Hockey su prato  | 0   | 0       | 1      | 1      |
| Pallanuoto       | 0   | 0       | 1      | 1      |

### Plurimedagliati
| Nome               | Sport            | Oro | Argento | Bronzo | Totale |
| ------------------ | ---------------- | --- | ------- | ------ | ------ |
| Stephanie Rice     | Nuoto            | 3   | 0       | 0      | 3      |
| Libby Trickett     | Nuoto            | 2   | 1       | 1      | 4      |
| Leisel Jones       | Nuoto            | 2   | 1       | 0      | 3      |
| Felicity Galvez    | Nuoto            | 2   | 0       | 0      | 2      |
| Jessicah Schipper  | Nuoto            | 1   | 0       | 2      | 3      |
| Shayne Reese       | Nuoto            | 1   | 0       | 1      | 2      |
| Melanie Schlanger  | Nuoto            | 1   | 0       | 1      | 2      |
| Ken Wallace        | Canoa/kayak      | 1   | 0       | 1      | 2      |
| Eamon Sullivan     | Nuoto            | 0   | 2       | 1      | 3      |
| Brenton Rickard    | Nuoto            | 0   | 2       | 0      | 2      |
| Andrew Lauterstein | Nuoto            | 0   | 1       | 2      | 3      |
| Grant Hackett      | Nuoto            | 0   | 1       | 1      | 2      |
| Hayden Stoeckel    | Nuoto            | 0   | 1       | 1      | 2      |
| Jared Tallent      | Atletica leggera | 0   | 1       | 1      | 2      |
| Matt Targett       | Nuoto            | 0   | 1       | 1      | 2      |
| Leith Brodie       | Nuoto            | 0   | 0       | 2      | 2      |
| Cate Campbell      | Nuoto            | 0   | 0       | 2      | 2      |
| Patrick Murphy     | Nuoto            | 0   | 0       | 2      | 2      |

## Atletica leggera
| Gara              | Atleta                                                          | Batterie | Batterie | Semifinali | Semifinali | Finale  | Finale |
| Gara              | Atleta                                                          | Tempo    | Pos.     | Tempo      | Pos.       | Tempo   | Pos.   |
| ----------------- | --------------------------------------------------------------- | -------- | -------- | ---------- | ---------- | ------- | ------ |
| 400 m             | Joel Milburn                                                    | 44"80    | 2        | 45"06      | 3          |         |        |
| 400 m             | Sean Wroe                                                       | 45"17    | 2        | 45"56      | 7          |         |        |
| 800 m             | Lachlan Renshaw                                                 | 1'49"19  | 6        |            |            |         |        |
| 1500 m            | Mitchell Kealey                                                 | 3'46"31  | 11       |            |            |         |        |
| 1500 m            | Jeffrey Riseley                                                 | 3'53"95  | 12       |            |            |         |        |
| 5000 m            | Collis Birmingham                                               |          |          | 13'44"90   | 10         |         |        |
| 5000 m            | Craig Mottram                                                   |          |          | 13'44"59   | 5          |         |        |
| 3000 siepi        | Youcef Abdi                                                     |          |          | 8'17"97    | 6          | 8'16"36 | 6      |
| Staffetta 4x400 m | Clinton Hill Joel Milburn Mark Ormrod John Steffensen Sean Wroe |          |          | 3'00"68    | 4          | 3'00"62 | 6      |

| Gara         | Atleta         | Tempo        | Posizione    |
| ------------ | -------------- | ------------ | ------------ |
| Marcia 20 km | Luke Adams     | 1h 19'57"    | 6            |
| Marcia 20 km | Chris Erickson | squalificato | squalificato |
| Marcia 20 km | Jared Tallent  | 1h 19'42"    |              |
| Marcia 50 km | Luke Adams     | 3h 47'45"    | 10           |
| Marcia 50 km | Jared Tallent  | 3h 39'27"    |              |
| Marcia 50 km | Adam Rutter    | non concluso | non concluso |
| Maratona     | Lee Troop      | 2h 27'17"    | 60           |

| Gara                   | Atleta           | Qualificazioni | Qualificazioni | Finale  | Finale |
| Gara                   | Atleta           | Misura         | Pos.           | Misura  | Pos.   |
| ---------------------- | ---------------- | -------------- | -------------- | ------- | ------ |
| Salto con l'asta       | Steven Hooker    | 5,65 m         | 5              | 5,96 m  |        |
| Salto con l'asta       | Paul Burgess     | 5,55 m         | 8              |         |        |
| Salto in lungo         | Fabrice Lapierre | 7,90 m         | 16             |         |        |
| Getto del peso         | Justin Anlezark  | 19,91 m        | 16             |         |        |
| Getto del peso         | Scott Martin     | 19,75 m        | 21             |         |        |
| Lancio del disco       | Benn Harradine   | 58,55 m        | 31             |         |        |
| Lancio del giavellotto | Jarrod Bannister | 79,79 m        | 5              | 83,45 m | 6      |

| 400 m             | Tamsyn Lewis     | 52"38   | 4       |         |   |       |  |  |  |
| 800 m             | Tamsyn Lewis     | 1'59"67 | 4       | 2'01"41 | 8 |       |  |  |  |
| Madeleine Pape    | 2'03"09          | 6       |         |         |   |       |  |  |  |
| 1500 m            | Lisa Corrigan    |         |         | 4'16"32 | 9 |       |  |  |  |
| 1500 m            | Sarah Jamieson   |         |         | 4'06"64 | 5 |       |  |  |  |
| 100 m ostacoli    | Sally McLellan   | 12"83   | 2       | 12"70   | 4 | 12"64 |  |  |  |
| 3000 siepi        | Donna MacFarlane |         |         | 9'32"05 | 9 |       |  |  |  |
| Victoria Mitchell |                  |         | 9'47"88 | 13      |   |       |  |  |  |

| Gara         | Atleta              | Tempo     | Posizione |
| ------------ | ------------------- | --------- | --------- |
| Marcia 20 km | Jane Saville        | 1h 31'17" | 20        |
| Marcia 20 km | Kellie Wapshott     | 1h 37'39  | 40        |
| Marcia 20 km | Claire Woods        | 1h 33'02" | 28        |
| Maratona     | Benita Johnson      | 2h 32'06" | 21        |
| Maratona     | Kate Smyth          | 2h 36'10" | 44        |
| Maratona     | Lisa Jane Weightman | 2h 34'26" | 33        |

| Gara             | Atleta           | Qualificazioni | Qualificazioni | Finale  | Finale |
| Gara             | Atleta           | Misura         | Pos.           | Misura  | Pos.   |
| ---------------- | ---------------- | -------------- | -------------- | ------- | ------ |
| Salto con l'asta | Alana Boyd       | 4,30 m         | 16             |         |        |
| Salto in lungo   | Bronwyn Thompson | 6,53 m         | 17             |         |        |
| Lancio del disco | Dani Samuels     | 61,72 m        | 7              | 60,15 m | 9      |

| Prova                  | Kylie Wheeler | Kylie Wheeler | Kylie Wheeler |
| Prova                  | Risultato     | Punti         | Pos.          |
| ---------------------- | ------------- | ------------- | ------------- |
| 100 metri ostacoli     | 13"68         | 1024          | 18            |
| Salto in alto          | 1,89 m        | 1093          | 11            |
| Getto del peso         | 13,06 m       | 731           | 16            |
| 200 metri              | 24"28         | 954           | 8             |
| Salto in lungo         | 6,11 m        | 883           | 4             |
| Lancio del giavellotto | 43,81 m       | 741           | 27            |
| 800 metri              | 2'11"49       | 943           | 17            |
| Totale                 |               | 6369          | 10            |

## Badminton
| Gara              | Atleta                    | Turno 1                                       | Sedicesimi | Ottavi                                               | Quarti | Semifinali | Finale |
| ----------------- | ------------------------- | --------------------------------------------- | ---------- | ---------------------------------------------------- | ------ | ---------- | ------ |
| Singolo maschile  | Stuart Gomez              | Erwin Kehlhoffner (Francia) 21-19 20-22 15-21 |            |                                                      |        |            |        |
| Doppio maschile   | Ross Smith Glenn Warfe    |                                               |            | Michal Logosz Robert Mateusiak (Polonia) 13-21 16-21 |        |            |        |
| Singolo femminile | Erin Caroll               | Yoana Martínez (Spagna) 9-21 16-21            |            |                                                      |        |            |        |
| Doppio femminile  | Tania Luiz Eugenia Tanaka |                                               |            | Miyuki Maeda Satoko Suetsuna (Giappone) 4-21 8-21    |        |            |        |

## Beach volley

### Torneo maschile

#### Prima fase
| 9 agosto  | 14:00 | Schacht - Slack | 2-0 (21-17, 21-19) | Geor - Gia         |
| 11 agosto | 10:00 | Schacht - Slack | 2-0 (21-15, 21-9)  | Fernandes - Morais |
| 13 agosto | 21:00 | Ricardo-Emanuel | 2-0 (21-14, 21-17) | Schacht - Slack    |

| posiz | squadra                     | G | W | P | Sv | Sp | Pf  | Ps  | Pts |
| ----- | --------------------------- | - | - | - | -- | -- | --- | --- | --- |
| 1     | Ricardo-Emanuel (Brasile)   | 3 | 3 | 0 | 6  | 0  | 126 | 88  | 6   |
| 2     | Schacht - Slack (Australia) | 3 | 2 | 1 | 4  | 2  | 115 | 102 | 5   |
| 3     | Geor - Gia (Georgia)        | 3 | 1 | 2 | 2  | 4  | 114 | 111 | 4   |
| 4     | Fernandes - Morais (Angola) | 3 | 0 | 3 | 0  | 6  | 72  | 126 | 3   |

#### Seconda fase
| Ottavi di finale | Ottavi di finale | Ottavi di finale   | Ottavi di finale   | Ottavi di finale |
| ---------------- | ---------------- | ------------------ | ------------------ | ---------------- |
| 16 agosto        | 12.00            | Nummerdor - Schuil | 2-0 (21-16, 21-14) | Schacht - Slack  |

### Torneo femminile

#### Prima fase
| 9 agosto  | 12.00 | Cook - Barnett      | 2-1 (21-8, 19-21, 15-12) | Uryadova - Shiryaeva |
| 11 agosto | 19:00 | Cook - Barnett      | 2-0 (21-18, 21-12)       | Saka - Rtvelo        |
| 13 agosto | 12:00 | Larissa - Ana Paula | 0-2 (21-23, 21-23)       | Cook - Barnett       |

| posiz | squadra                       | G | W | P | Sv | Sp | Pf  | Ps  | Pts |
| ----- | ----------------------------- | - | - | - | -- | -- | --- | --- | --- |
| 1     | Cook - Barnett (Australia)    | 3 | 3 | 0 | 6  | 1  | 143 | 113 | 6   |
| 2     | Larissa - Ana Paula (Brasile) | 3 | 2 | 1 | 4  | 4  | 156 | 139 | 5   |
| 3     | Saka - Rtvelo (Georgia)       | 3 | 1 | 2 | 3  | 5  | 120 | 154 | 4   |
| 4     | Uryadova - Shiryaeva (Russia) | 3 | 0 | 3 | 3  | 6  | 140 | 157 | 3   |

#### Seconda fase
| Ottavi di finale | Ottavi di finale | Ottavi di finale | Ottavi di finale          | Ottavi di finale             |
| ---------------- | ---------------- | ---------------- | ------------------------- | ---------------------------- |
| 15 agosto        | 12.00            | Cook - Barnett   | 2-1 (22-20, 19-21, 15-12) | Koutroumanidou - Tsiartsiani |
| Quarti di finale |                  |                  |                           |                              |
| 17/08/2008       | 21.00            | Cook - Barnett   | 0-2 (22-24, 14-21)        | Talita - Renata              |

## Calcio

### Torneo maschile

#### Squadra
Allenatore:  Graham Arnold
| N. | Pos. | Giocatore             | Data nascita (età)    | Pres. | Reti | Squadra                |
| -- | ---- | --------------------- | --------------------- | ----- | ---- | ---------------------- |
| 1  | P    | Adam Federici         | 31 gennaio 1985 (23)  |       |      | Reading                |
| 2  | D    | Jade North            | 7 gennaio 1982 (26)   |       |      | Newcastle United Jets  |
| 3  | D    | Adrian Leijer         | 25 marzo 1986 (22)    |       |      | Fulham                 |
| 4  | D    | Mark Milligan         | 4 agosto 1985 (23)    |       |      | Sydney                 |
| 5  | D    | Matthew Špiranović    | 27 giugno 1988 (20)   |       |      | Norimberga             |
| 6  | D    | Nikolai Topor-Stanley | 11 marzo 1985 (23)    |       |      | Perth Glory            |
| 7  | C    | Neil Kilkenny         | 19 dicembre 1985 (22) |       |      | Leeds Utd              |
| 8  | C    | Stuart Musialik       | 29 marzo 1985 (23)    |       |      | Sydney                 |
| 9  | A    | Mark Bridge           | 7 novembre 1985 (22)  |       |      | Sydney                 |
| 10 | A    | Archie Thompson*      | 23 ottobre 1978 (29)  |       |      | Melbourne Victory      |
| 11 | C    | David Carney          | 30 novembre 1983 (24) |       |      | Sheffield United       |
| 12 | D    | Trent McClenahan      | 4 febbraio 1985 (23)  |       |      | Svincolato             |
| 13 | C    | Ruben Zadkovich       | 23 maggio 1986 (22)   |       |      | Derby County           |
| 14 | C    | James Troisi          | 3 luglio 1988 (20)    |       |      | Svincolato             |
| 15 | C    | Kristian Sarkies      | 25 ottobre 1986 (21)  |       |      | Adelaide United        |
| 16 | C    | Blagoja Celeski       | 14 luglio 1985 (23)   |       |      | Melbourne Victory      |
| 17 | A    | Nikita Rukavytsya     | 22 giugno 1987 (21)   |       |      | Perth Glory            |
| 18 | P    | Tando Velaphi         | 17 aprile 1987 (21)   |       |      | Perth Glory            |
| 21 | A    | Matt Simon            | 22 gennaio 1986 (22)  |       |      | Central Coast Mariners |

#### Prima fase
| Arbitro: | Damon |

|               |           |              |
| Zadkovich 69’ | Marcatori | 78’ Rajković |

| Arbitro: | Kassai |

|             |           |  |
| Lavezzi 76’ | Marcatori |  |

| Arbitro: | Marrufo |

|           |           |  |
| Kalou 81’ | Marcatori |  |

| Squadra             | P.ti | G | V | N | P | GF | GS | DR |
| ------------------- | ---- | - | - | - | - | -- | -- | -- |
| Argentina U-23      | 9    | 3 | 3 | 0 | 0 | 5  | 1  | +4 |
| Costa d'Avorio U-23 | 6    | 3 | 2 | 0 | 1 | 6  | 4  | +2 |
| Australia U-23      | 1    | 3 | 0 | 1 | 2 | 1  | 3  | -2 |
| Serbia U-23         | 1    | 3 | 0 | 1 | 2 | 3  | 7  | -4 |

## Canoa/kayak
| Gara      | Atleta                                               | Batterie | Batterie | Semifinali | Semifinali | Finale   | Finale |
| Gara      | Atleta                                               | Tempo    | Pos.     | Tempo      | Pos.       | Tempo    | Pos.   |
| --------- | ---------------------------------------------------- | -------- | -------- | ---------- | ---------- | -------- | ------ |
| C1 500 m  | Torsten Lachmann                                     | 2'00"594 | 7        | 1'59"119   | 7          |          |        |
| C1 1000 m | Torsten Lachmann                                     | 4'15"188 | 5        | 4'09"792   | 6          |          |        |
| K1 500 m  | Ken Wallace                                          | 1'36"208 | 2        | 1'43"340   | 3          | 1'37"252 |        |
| K1 1000 m | Ken Wallace                                          | 3'30"306 | 2        | 3'33"255   | 1          | 3'27"485 |        |
| K2 500 m  | Jacob Clear Clint Robinson                           | 1'31"712 | 6        | 1'33"839   | 7          |          |        |
| K4 1000 m | Clint Robinson Tony Schumacher Dave Smith Tate Smith | 3'00"920 | 5        | 3'02"743   | 4          |          |        |

| Gara     | Atleta                                                  | Batterie | Batterie | Semifinali | Semifinali | Finale   | Finale |
| Gara     | Atleta                                                  | Tempo    | Pos.     | Tempo      | Pos.       | Tempo    | Pos.   |
| -------- | ------------------------------------------------------- | -------- | -------- | ---------- | ---------- | -------- | ------ |
| K1 500 m | Chantal Meek                                            | 1'53"374 | 5        | 1'54"876   | 7          |          |        |
| K2 500 m | Hannah Davis Lyndsie Fogarty                            | 1'45"124 | 3        |            |            | 1'43"969 | 6      |
| K4 500 m | Hannah Davis Lyndsie Fogarty Chantal Meek Lisa Oldenhof | 1'36"516 | 3        |            |            | 1'34"704 |        |

| Gara                | Atleta                        | Preliminari | Preliminari | Preliminari | Preliminari | Semifinali | Semifinali | Finale | Finale | Finale | Finale |
| Gara                | Atleta                        | Manche 1    | Manche 2    | Totale      | Pos.        | Tempo      | Pos.       | Tempo  | Pos.   | Totale | Pos.   |
| ------------------- | ----------------------------- | ----------- | ----------- | ----------- | ----------- | ---------- | ---------- | ------ | ------ | ------ | ------ |
| Slalom C1 maschile  | Robin Bell                    | 88"86       | 87"59       | 176"45      | 7           | 91"16      | 5          | 89"43  | 3      | 180"59 |        |
| Slalom C2 maschile  | Mark Bellofiore Lachlan Milne | 104"61      | 98"21       | 202"82      | 9           | 104"17     | 7          |        |        |        |        |
| Slalom K1 maschile  | Warwick Draper                | 86"28       | 86"30       | 172"58      | 10          | 86"09      | 2          | 91"76  | 8      | 177"85 | 5      |
| Slalom K1 femminile | Jacqueline Lawrence           | 103"18      | 96"95       | 200"13      | 6           | 103"40     | 4          | 103"54 | 2      | 206"94 |        |

## Canottaggio
| Gara                     | Atleta | Batterie | Batterie | Quarti/ Ripescaggi   | Quarti/ Ripescaggi | Semifinali | Semifinali | Finale  | Finale       |
| Gara                     | Atleta | Tempo    | Pos.     | Tempo                | Pos.               | Tempo      | Pos.       | Tempo   | Pos.         |
| ------------------------ | --- | -------- | -------- | -------------------- | ------------------ | ---------- | ---------- | ------- | ------------ |
| Singolo                  | Peter Hardcastle | 7'17"74  | 2        | 7'00"09              | 3                  | 7'32"79    | 6          | 7'27"34 | 6 (finale B) |
| 2 senza                  | Duncan Free Drew Ginn | 6'41"15  | 1        |                      |                    | 6'34"29    | 1          | 6'37"44 |              |
| 2 di coppia              | Scott Brennan David Crawshay                                                                                                | 6'21"39  | 1        |                      |                    | 6'21"50    | 1          | 6'27"77 |              |
| 2 di coppia pesi leggeri | Samuel Beltz Thomas Gibson                                                                                                  | 6'19"15  | 3        | 6'42"42 (ripescaggi) | 2                  | 6'32"32    | 5          | 6'30"11 | 4            |
| 4 senza                  | Francis Hegerty James Marburg Cameron McKenzie-McHarg Matt Ryan                                                             | 6'00"40  | 1        |                      |                    | 5'56"20    | 2          | 6'07"85 |              |
| 4 di coppia              | Brendan Long James McRae Chris Morgan Daniel Noonan                                                                         | 5'36"20  | 1        |                      |                    | 5'52"93    | 4          | 5'44"68 | 4            |
| 4 senza pesi leggeri     | Rod Chisholm Ben Cureton Anthony Edwards Todd Skipworth                                                                     | 5'55"18  | 3        |                      |                    | 6'12"38    | 7          | 6'05"26 | 3 (finale B) |
| Otto                     | James Chapman Sam Conrad David Dennis Tom Laurich Samuel Loch Marty Rabjohns Jeremy Stevenson Stephen Stewart James Tomkins | 6'55"59  | 4        | 5'42"62 (ripescaggi) | 2                  |            |            | 5'35"10 | 6            |

| Gara                     | Atleta | Batterie | Batterie | Quarti/ Ripescaggi   | Quarti/ Ripescaggi | Semifinali | Semifinali | Finale  | Finale       |
| Gara                     | Atleta | Tempo    | Pos.     | Tempo                | Pos.               | Tempo      | Pos.       | Tempo   | Pos.         |
| ------------------------ | --- | -------- | -------- | -------------------- | ------------------ | ---------- | ---------- | ------- | ------------ |
| Singolo                  | Pippa Savage | 7'57"95  | 2        | 7'34"03              | 3                  | 7'43"98    | 8          | 7'53"43 | 4 (finale B) |
| 2 senza                  | Sarah Cook Kim Crow | 7'44"04  | 4        | 7'38"48 (ripescaggi) | 3                  |            |            | 7'40"93 | 4 (finale B) |
| 2 di coppia              | Sonia Mills Catriona Sens                                                                                                   | 7'13"25  | 4        | 7'04"30 (ripescaggi) |                    |            |            | 7'19"73 | 2 (finale B) |
| 2 di coppia pesi leggeri | Amber Halliday Marguerite Houston                                                                                           | 6'53"23  | 2        |                      |                    | 7'13"80    | 9          | 7'07"17 | 2 (finale B) |
| 4 di coppia              | Amber Bradley Kerry Hore Amy Ives Zoe Uphill                                                                                | 6'20"95  | 4        | 6'41"39 (ripescaggi) | 3                  |            |            | 6'30"05 | 6            |
| Otto                     | Natalie Bale Pauline Frasca Sarah Heard Kate Hornsey Sally Kehoe Elizabeth Kell Elizabeth Patrick Brooke Pratley Sarah Tait | 6'07"93  | 3        | 6'14"45 (ripescaggi) | 4                  |            |            | 6'14"22 | 6            |

## Ciclismo

### BMX
| Gara          | Atleta          | Qualificazione | Qualificazione | Quarti | Quarti | Semifinali | Semifinali | Finale   | Finale |
| Gara          | Atleta          | Tempo          | Pos.           | Punti  | Pos.   | Punti      | Pos.       | Tempo    | Pos.   |
| ------------- | --------------- | -------------- | -------------- | ------ | ------ | ---------- | ---------- | -------- | ------ |
| BMX maschile  | Jared Graves    | 36"372         | 11             | 4      | 1      | 10         | 3          | 2'19"233 | 6      |
| BMX maschile  | Kamakazi        | 36"492         | 15             | 13     | 4      | 18         | 6          |          |        |
| BMX maschile  | Luke Madill     | 36"795         | 22             | 18     | 7      |            |            |          |        |
| BMX femminile | Tanya Bailey    | 38"285         | 10             |        |        | 22         | 8          |          |        |
| BMX femminile | Nicole Callisto | 36"717         | 6              |        |        | 12         | 4          | 1'19"609 | 6      |

### Su pista
| Gara                               | Atleta                                                                              | Qualificazione | Qualificazione | Secondo turno | Secondo turno | Finale   | Finale                 |
| Gara                               | Atleta                                                                              | Tempo          | Pos.           | Tempo         | Pos.          | Tempo    | Avversario             |
| ---------------------------------- | ----------------------------------------------------------------------------------- | -------------- | -------------- | ------------- | ------------- | -------- | ---------------------- |
| Inseguimento individuale maschile  | Bradley McGee                                                                       | 4'26"084       | 9              |               |               |          |                        |
| Inseguimento individuale maschile  | Brett Lancaster                                                                     | 4'26"139       | 12             |               |               |          |                        |
| Inseguimento individuale femminile | Katie Mactier                                                                       | 3'38"178       | 7              | 3'37"296      | 7             |          |                        |
| Inseguimento a squadre maschile    | Jack Bobridge Graeme Brown Mark Jamieson Brett Lancaster Bradley McGee Luke Roberts | 4'02"041       | 3              | 3'58"633      | 4             | 3'59"006 | Nuova Zelanda 3'57"776 |

| Gara                        | Atleta                                        | Preliminari | Preliminari | Primo turno                                                  | Secondo turno                                                  | Quarti di finale            | Semifinale                 | Finale                                 |
| Gara                        | Atleta                                        | Tempo       | Pos.        | Primo turno                                                  | Secondo turno                                                  | Quarti di finale            | Semifinale                 | Finale                                 |
| --------------------------- | --------------------------------------------- | ----------- | ----------- | ------------------------------------------------------------ | -------------------------------------------------------------- | --------------------------- | -------------------------- | -------------------------------------- |
| Velocità maschile           | Ryan Bayley                                   | 10"362      | 12          | Mohamed Awang (Malaysia) Vinto (10"762)                      | Maximilian Levy (Germania) Perso (10"763) Terzo nei ripescaggi |                             |                            |                                        |
| Velocità maschile           | Mark French                                   | 10"337      | 10          | Theo Bos (Paesi Bassi) Perso (10"959) Secondo nei ripescaggi |                                                                |                             |                            |                                        |
| Velocità femminile          | Anna Meares                                   | 11"140      | 3           | Yvonne Hijgenaar (Paesi Bassi) Vinto (11"663)                |                                                                | Clara Sanchez (Francia) 2-0 | Guo Shuang (Cina) 2-1      | Victoria Pendleton (Gran Bretagna) 0-2 |
| Velocità a squadre maschile | Ryan Bayley Dan Ellis Mark French Shane Kelly | 33"335      | 5           |                                                              |                                                                |                             | Paesi Bassi Vinto (44"090) | Germania Perso (44"022)                |

| Gara                    | Atleta          | Punti | Pos. |
| ----------------------- | --------------- | ----- | ---- |
| Corsa a punti maschile  | Cameron Meyer   | 36    | 4    |
| Corsa a punti femminile | Katherine Bates | 10    | 6    |

| Gara            | Atleta      | Preliminari | Ripescaggi | Semifinale | Finale |
| --------------- | ----------- | ----------- | ---------- | ---------- | ------ |
| Keirin maschile | Ryan Bayley | 1           |            | 6          | 8      |
| Keirin maschile | Shane Kelly | 2           |            | 2          | 4      |

### Su strada e Cross country
| Gara                     | Atleta           | Tempo        | Posizione    |
| ------------------------ | ---------------- | ------------ | ------------ |
| Corsa in linea maschile  | Cadel Evans      | 6h 24'11"    | 15           |
| Corsa in linea maschile  | Simon Gerrans    | 6h 26'17"    | 37           |
| Corsa in linea maschile  | Matthew Lloyd    | 6h 26'17"    | 31           |
| Corsa in linea maschile  | Stuart O'Grady   | non concluso | non concluso |
| Corsa in linea maschile  | Michael Rogers   | 6h 23'49"    | 6            |
| Cronometro maschile      | Cadel Evans      | 1h 03'34"97  | 5            |
| Cronometro maschile      | Michael Rogers   | 1h 04'46"85  | 8            |
| Corsa in linea femminile | Katherine Bates  | non concluso | non concluso |
| Corsa in linea femminile | Sara Carrigan    | 3h 33'25"    | 38           |
| Corsa in linea femminile | Oenone Wood      | 3h 33'17"    | 29           |
| Cronometro femminile     | Oenone Wood      | 38'53"45     | 22           |
| Cross country maschile   | Daniel McConnell | -2 giri      | 39           |
| Cross country femminile  | Dellys Starr     | -2 giri      | 26           |

## Equitazione
| Gara        | Atleta                                                                     | Cavallo           | Dressage | Cross country | Salto | Salto di finale | Totale | Posizione |
| ----------- | -------------------------------------------------------------------------- | ----------------- | -------- | ------------- | ----- | --------------- | ------ | --------- |
| Individuale | Clayton Fredericks                                                         | Ben Along Time    | 37,00    | 16,40         | 4     | 4               | 61,40  | 7         |
| Individuale | Lucinda Fredericks                                                         | Headley Britannia | 30,40    | 27,20         | 2     |                 | 59,60  | 26        |
| Individuale | Sonja Johnson                                                              | Ringwould Jaguar  | 45,20    | 13,60         | 0     | 8               | 66,80  | 10        |
| Individuale | Megan Jones                                                                | Irish Jester      | 35,40    | 15,60         | 4     | 4               | 59,00  | 4         |
| Individuale | Shane Rose                                                                 | All Luck          | 53,30    | 9,20          | 8     |                 | 70,50  | 27        |
| A squadre   | Clayton Fredericks Lucinda Fredericks Sonja Johnson Megan Jones Shane Rose | v. sopra          | 102,80   | 59,20         | 9,20  |                 | 171,20 |           |

| Gara        | Atleta                                    | Cavallo          | Test   | Test | Special test | Special test | Freestyle | Freestyle | Totale | Totale |
| Gara        | Atleta                                    | Cavallo          | Punti  | Pos. | Punti        | Pos.         | Punti     | Pos.      | Punti  | Pos.   |
| ----------- | ----------------------------------------- | ---------------- | ------ | ---- | ------------ | ------------ | --------- | --------- | ------ | ------ |
| Individuale | Hayley Beresford                          | Remlampago       | 65,583 | 26   | 66,230       | 19           |           |           |        |        |
| Individuale | Kristy Oatley                             | Quando Quando    | 65,750 | 25   | 66,080       | 20           |           |           |        |        |
| Individuale | Heath Ryan                                | Greenoaks Dundee | 62,541 | 35   |              |              |           |           |        |        |
| A squadre   | Hayley Beresford Kristy Oatley Heath Ryan | v. sopra         | 64,625 | 8    |              |              |           |           |        |        |

| Gara        | Atleta                                                    | Cavallo         | Qualificazioni | Qualificazioni | Qualificazioni | Qualificazioni | Qualificazioni | Qualificazioni | Finale  | Finale  | Finale  | Finale  | Finale | Finale |
| Gara        | Atleta                                                    | Cavallo         | Turno 1        | Turno 1        | Turno 2        | Turno 2        | Turno 3        | Turno 3        | Turno A | Turno A | Turno B | Turno B | Totale | Totale |
| Gara        | Atleta                                                    | Cavallo         | Pen.           | Pos.           | Pen.           | Pos.           | Pen.           | Pos.           | Pen.    | Pos.    | Pen.    | Pos.    | Pen.   | Pos.   |
| ----------- | --------------------------------------------------------- | --------------- | -------------- | -------------- | -------------- | -------------- | -------------- | -------------- | ------- | ------- | ------- | ------- | ------ | ------ |
| Individuale | Edwina Alexander                                          | Itot Du Chateau | 4              | 30             | 0              | 8              | 0              | 2              | 4       | 11      | 4       | 10      | 8      | 10     |
| Individuale | Laurie Lever                                              | Dan Drossel     | 1              | 14             | 16             | 37             | 4              | 29             | 8       | 23      |         |         |        |        |
| Individuale | Peter McMahon                                             | Genoa           | 4              | 30             | 16             | 47             |                |                |         |         |         |         |        |        |
| Individuale | Matt Williams                                             | Leconte         | 4              | 30             | 4              | 16             | 17             | 36             | 4       | 11      | 20      | 21      | 24     | 21     |
| A squadre   | Edwina Alexander Laurie Lever Peter McMahon Matt Williams | v. sopra        |                |                |                |                | 9              | 8              | 20      | 8       | 21      | 9       | 41     | 9      |

## Ginnastica

### Ginnastica artistica
| Gara                               | Atleta                                                                                 | Volteggio | Corpo libero | Cavallo con maniglie | Anelli | Parallele | Sbarra | Trave  | Totale  | Posizione | Finali            |
| ---------------------------------- | -------------------------------------------------------------------------------------- | --------- | ------------ | -------------------- | ------ | --------- | ------ | ------ | ------- | --------- | ----------------- |
| Qualificazioni maschili            | Samuel Simpson                                                                         | 15,600    | 14,550       | 14,000               | 13,800 | 14,200    | 13,475 |        | 85,625  | 39        | nessuna           |
| Qualificazioni femminili           | Georgia Bonora                                                                         | 14,850    | 14,500       |                      |        | 15,025    |        | 14,525 | 58,900  | 18        | concorso completo |
| Qualificazioni femminili           | Ashleigh Brennan                                                                       | 14,775    | 13,700       |                      |        | 14,150    |        | 14,625 | 57,250  | 30        | nessuna           |
| Qualificazioni femminili           | Daria Joura                                                                            | 15,100    | 15,125       |                      |        | 12,475    |        | 13,450 | 56,150  | 44        | nessuna           |
| Qualificazioni femminili           | Lauren Mitchell                                                                        | 14,725    | -            |                      |        | 14,100    |        | 14,650 | 43,475  | 69        | nessuna           |
| Qualificazioni femminili           | Shona Morgan                                                                           | 14,700    | 14,500       |                      |        | 15,350    |        | 14,525 | 59,075  | 15        | concorso completo |
| Qualificazioni femminili           | Olivia Vivian                                                                          | -         | 14,925       |                      |        | -         |        | -      | 14,925  | 96        | nessuna           |
| Qualificazioni femminili a squadre | Georgia Bonora Ashleigh Brennan Daria Joura Lauren Mitchell Shona Morgan Olivia Vivian | 59,450    | 58,325       |                      |        | 59,050    |        | 58,625 | 235,450 | 5         | Q                 |

| Gara                          | Atleta                                                                                 | Punteggio | Posizione |
| ----------------------------- | -------------------------------------------------------------------------------------- | --------- | --------- |
| Concorso completo individuale | Georgia Bonora                                                                         | 58,950    | 13        |
| Concorso completo individuale | Shona Morgan                                                                           | 58,800    | 15        |
| Concorso completo a squadre   | Georgia Bonora Ashleigh Brennan Daria Joura Lauren Mitchell Shona Morgan Olivia Vivian | 176,525   | 6         |

### Ginnastica ritmica
| Atleta          | Qualificazioni | Qualificazioni | Qualificazioni | Qualificazioni | Qualificazioni | Qualificazioni | Finale | Finale  | Finale | Finale | Finale | Finale |
| Atleta          | Corda          | Cerchio        | Clavi          | Palla          | Totale         | Pos.           | Corda  | Cerchio | Clavi  | Palla  | Totale | Pos.   |
| --------------- | -------------- | -------------- | -------------- | -------------- | -------------- | -------------- | ------ | ------- | ------ | ------ | ------ | ------ |
| Naazmi Johnston | 15,300         | 14,075         | 14,825         | 14,800         | 59,000         | 22             |        |         |        |        |        |        |

### Trampolino
| Gara                | Atleta     | Qualificazioni | Qualificazioni | Finale | Finale |
| Gara                | Atleta     | Punti          | Pos.           | Punti  | Pos.   |
| ------------------- | ---------- | -------------- | -------------- | ------ | ------ |
| Trampolino maschile | Ben Wilden | 67,10          | 13             |        |        |

## Hockey su prato

### Torneo maschile
La nazionale australiana si è qualificata per i Giochi vincendo la Coppa d'Oceania del 2007.

#### Squadra
La squadra era formata da:
- Des Abbott
- Travis Brooks
- Kiel Brown
- Liam De Young
- Luke Doerner
- Jamie Dwyer
- Bevan George (capitano)
- David Guest
- Rob Hammond
- Fergus Kavanagh
- Mark Knowles
- Stephen Lambert (portiere)
- Eli Matheson
- Eddie Ockenden
- Grant Schubert
- Matthew Wells

#### Prima fase
| Data      | Ora locale | Partita   | Partita | Partita       |
| --------- | ---------- | --------- | ------- | ------------- |
| 11 agosto | 18.30      | Australia | 6-1     | Canada        |
| 13 agosto | 08.30      | Sudafrica | 0-10    | Australia     |
| 15 agosto | 18.30      | Pakistan  | 1-3     | Australia     |
| 17 agosto | 20.30      | Australia | 2-2     | Paesi Bassi   |
| 19 agosto | 20.30      | Australia | 3-3     | Gran Bretagna |

| Squadra       | P.ti | G | V | P | S | GF | GS | DR  |
| ------------- | ---- | - | - | - | - | -- | -- | --- |
| Paesi Bassi   | 13   | 5 | 4 | 1 | 0 | 16 | 6  | +10 |
| Australia     | 11   | 5 | 3 | 2 | 0 | 24 | 7  | +17 |
| Gran Bretagna | 8    | 5 | 2 | 2 | 1 | 10 | 7  | +3  |
| Pakistan      | 6    | 5 | 2 | 0 | 3 | 11 | 13 | -2  |
| Canada        | 4    | 5 | 1 | 1 | 3 | 10 | 17 | −7  |
| Sudafrica     | 0    | 5 | 0 | 0 | 5 | 4  | 25 | −21 |

#### Seconda fase
Semifinale
| Arbitro: | Henrik Ehlers (DEN), Christian Blasch (GER) |

|                                           |           |                                  |
| Eduard Tubau 39', 44' Santiago Freixa 68' | Marcatori | 1' Des Abbott 37' Eddie Ockenden |

Finale per il bronzo
| Arbitro: | Andy Mair (GBR), Christian Blasch (GER) |

|                                                               |           |                            |
| Ockenden 5', 6' Abbot 9' Matheson 28' Hammond 42' Doerner 62' | Marcatori | Taekema 12' de Nooijer 27' |

### Torneo femminile
La nazionale australiana si è qualificata per i Giochi

#### Squadra
La squadra era formata da:
- Nicole Arrold
- Teneal Attard
- Madonna Blyth
- Casey Eastham
- Emily Halliday
- Kate Hollywood
- Nikki Hudson (co-capitano)
- Rachel Imison (portiere)
- Fiona Johnson
- Angie Skirving
- Kobie McGurk
- Hope Munro
- Megan Rivers
- Kim Walker
- Melanie Wells (co-capitano)
- Sarah Young

#### Prima fase
| Data      | Ora locale | Partita   | Partita | Partita       |
| --------- | ---------- | --------- | ------- | ------------- |
| 10 agosto | 18.00      | Australia | 5-4     | Corea del Sud |
| 12 agosto | 10.30      | Australia | 6-1     | Spagna        |
| 14 agosto | 20.30      | Sudafrica | 0-3     | Australia     |
| 16 agosto | 10.30      | Australia | 1-2     | Paesi Bassi   |
| 18 agosto | 21.00      | Cina      | 2-2     | Australia     |

| Squadra          | P.ti | G | V | P | S | GF | GS | DR  |
| ---------------- | ---- | - | - | - | - | -- | -- | --- |
| 1. Paesi Bassi   | 15   | 5 | 5 | 0 | 0 | 14 | 3  | +11 |
| 2. Cina          | 10   | 5 | 3 | 1 | 1 | 14 | 4  | +10 |
| 3. Australia     | 10   | 5 | 3 | 1 | 1 | 17 | 9  | +8  |
| 4. Spagna        | 6    | 5 | 2 | 0 | 3 | 4  | 12 | −8  |
| 5. Corea del Sud | 3    | 5 | 1 | 0 | 4 | 13 | 18 | −5  |
| 6. Sudafrica     | 0    | 5 | 0 | 0 | 5 | 2  | 18 | −16 |

#### Seconda fase
Finale 5º-6º posto
| Arbitro: | Sarah Garnett (NZL), Miao Lin (CHN) |

|                                  |           |  |
| Madonna Blyth 29' Hope Munro 68' | Marcatori |  |

## Judo
| Gara    | Atleta           | Tabellone principale                        | Tabellone principale | Tabellone principale | Tabellone principale | Tabellone principale | Ripescaggi | Ripescaggi | Ripescaggi | Ripescaggi |
| Gara    | Atleta           | Sedicesimi                                  | Ottavi               | Quarti               | Semifinali           | Finale               | 1º turno   | Quarti     | Semifinali | Finale     |
| ------- | ---------------- | ------------------------------------------- | -------------------- | -------------------- | -------------------- | -------------------- | ---------- | ---------- | ---------- | ---------- |
| 60 kg   | Matthew D'Aquino | Lavrentinos Alexandis (Grecia) 0000-1000    |                      |                      |                      |                      |            |            |            |            |
| 66 kg   | Steven Brown     | Mounir Benamadi (Algeria) 0000-1010         |                      |                      |                      |                      |            |            |            |            |
| 73 kg   | Dennis Iverson   | Sezer Huysuz (Turchia) 0000-1000            |                      |                      |                      |                      |            |            |            |            |
| 81 kg   | Mark Anthony     | Mario Valles (Colombia) 0000-1010           |                      |                      |                      |                      |            |            |            |            |
| 90 kg   | Daniel Kelly     | Hiroshi Izumi (Giappone) 0000-0010          |                      |                      |                      |                      |            |            |            |            |
| 100 kg  | Matt Celotti     | Oreydis Despaigne (Cuba) 0000-0010          |                      |                      |                      |                      |            |            |            |            |
| +100 kg | Semir Pepic      | Yeldos Ikhsangaliyev (Kazakistan) 0000-0020 |                      |                      |                      |                      |            |            |            |            |

| Gara   | Atleta             | Tabellone principale                        | Tabellone principale                            | Tabellone principale               | Tabellone principale                  | Tabellone principale | Ripescaggi | Ripescaggi                       | Ripescaggi | Ripescaggi                          |
| Gara   | Atleta             | Sedicesimi                                  | Ottavi                                          | Quarti                             | Semifinali                            | Finale               | 1º turno   | Quarti                           | Semifinali | Finale                              |
| ------ | ------------------ | ------------------------------------------- | ----------------------------------------------- | ---------------------------------- | ------------------------------------- | -------------------- | ---------- | -------------------------------- | ---------- | ----------------------------------- |
| 48 kg  | Tiffany Day        | Paula Pareto (Argentina) 0000-1000          |                                                 |                                    |                                       |                      |            |                                  |            |                                     |
| 52 kg  | Kristie-Anne Ryder | Ilse Heylen (Belgio) 0000-1000              |                                                 |                                    |                                       |                      |            |                                  |            |                                     |
| 57 kg  | Maria Pekli        |                                             | Bernadett Baczko (Ungheria) 0101-0100           | Nesria Jelassi (Tunisia) 1011-0000 | Giulia Quintavalle (Italia) 0002-0010 |                      |            |                                  |            | Ketleyn Quadros (Brasile) 0000-1000 |
| 63 kg  | Catherine Arlove   | Daniela Yael Krukower (Argentina) 0000-1000 |                                                 |                                    |                                       |                      |            |                                  |            |                                     |
| 78 kg  | Stephanie Grant    | Marylise Levesque (Canada) 0000-1000        |                                                 |                                    |                                       |                      |            |                                  |            |                                     |
| +78 kg | Janelle Shepherd   | Michela Torrenti (Italia) 0001-0000         | Sandra Koppen-Zuckschwerdt (Germania) 0110-0000 | Idalys Ortiz (Cuba) 0000-1000      |                                       |                      |            | Samah Ramadan (Egitto) 0000-1000 |            |                                     |

## Lotta
| Gara                              | Atleta           | Tabellone principale       | Tabellone principale               | Tabellone principale | Tabellone principale | Tabellone principale | Ripescaggi | Ripescaggi | Ripescaggi |
| Gara                              | Atleta           | Sedicesimi                 | Ottavi                             | Quarti               | Semifinali           | Finale               | Quarti     | Semifinali | Finale     |
| --------------------------------- | ---------------- | -------------------------- | ---------------------------------- | -------------------- | -------------------- | -------------------- | ---------- | ---------- | ---------- |
| Lotta libera 74 kg maschile       | Ali Abdo         | Ahmet Gulhan (Turchia) 0-3 |                                    |                      |                      |                      |            |            |            |
| Lotta libera 84 kg maschile       | Sandeep Kumar    |                            | Yusup Abdusalomov (Tagikistan) 0-3 |                      |                      |                      |            |            |            |
| Lotta libera 48 kg femminile      | Kyla Bremner     |                            | Hyung-Joo Kim (Corea del Sud) 0-3  |                      |                      |                      |            |            |            |
| Lotta greco-romana 74 kg maschile | Hassan Shahsavan |                            | Roman Melyoshin (Kazakistan) 1-3   |                      |                      |                      |            |            |            |

## Nuoto
| Gara                           | Atleta | Batterie | Batterie | Semifinali | Semifinali | Finale     | Finale |
| Gara                           | Atleta | Tempo    | Pos.     | Tempo      | Pos.       | Tempo      | Pos.   |
| ------------------------------ | --- | -------- | -------- | ---------- | ---------- | ---------- | ------ |
| 50 m stile libero              | Ashley Callus | 22"11    | 13       | 21"68      | 3          | 21"62      | 5      |
| 50 m stile libero              | Eamon Sullivan | 21"79    | 7        | 21"75      | 6          | 21"65      | 6      |
| 100 m stile libero             | Eamon Sullivan | 47"80    | 1        | 47"05      | 1          | 47"32      |        |
| 100 m stile libero             | Matt Targett | 48"40    | 11       | 47"88      | 4          | 48"20      | 7      |
| 200 m stile libero             | Kenrick Monk | 1'48"17  | 22       |            |            |            |        |
| 200 m stile libero             | Nicholas Sprenger | 1'47"64  | 12       | 1'47"80    | 12         |            |        |
| 400 m stile libero             | Nicholas Sprenger |          |          | 3'50"22    | 25         |            |        |
| 400 m stile libero             | Grant Hackett |          |          | 3'44"03    | 5          | 3'43"84    | 6      |
| 1500 m stile libero            | Grant Hackett |          |          | 14'38"92   | 1          | 14'41"53   |        |
| 1500 m stile libero            | Craig Stevens |          |          | 15'04"82   | 15         |            |        |
| 100 m dorso                    | Ashley Delaney | 54"08    | 9        | 53"76      | 8          | 53"31      | 5      |
| 100 m dorso                    | Hayden Stoeckel | 53"93    | 7        | 52"97      | 1          | 53"18      |        |
| 200 m dorso                    | Ashley Delaney | 1'57"87  | 9        | 1'57"73    | 10         |            |        |
| 200 m dorso                    | Hayden Stoeckel | 1'57"15  | 6        | 1'56"73    | 7          | 1'56"39    | 6      |
| 100 m rana                     | Brenton Rickard | 59"89    | 4        | 59"65      | 3          | 59"74      | 5      |
| 100 m rana                     | Christian Sprenger | 1'00"36  | 10       | 1'00"76    | 14         |            |        |
| 200 m rana                     | Brenton Rickard | 2'11"00  | 13       | 2'09"72    | 4          | 2'08"88    |        |
| 200 m rana                     | Christian Sprenger | 2'12"56  | 26       |            |            |            |        |
| 100 m farfalla                 | Andrew Lauterstein | 51"37    | 6        | 51"27      | 3          | 51"12      |        |
| 100 m farfalla                 | Adam Pine | 52"07    | 17       |            |            |            |        |
| 200 m farfalla                 | Travis Nederpelt | 1'56"64  | 18       |            |            |            |        |
| 200 m misti                    | Leith Brodie | 1'59"96  | 15       | 2'00"57    | 14         |            |        |
| 400 m misti                    | Travis Nederpelt |          |          | 4'15"37    | 14         |            |        |
| Staffetta 4x100 m stile libero | Leith Brodie Ashley Callus Andrew Lauterstein Patrick Murphy Eamon Sullivan                                                |          |          | 3'12"41    | 3          | 3'09"91    |        |
| Staffetta 4x200 m stile libero | Grant Brits Leith Brodie Nicholas Ffrost Grant Hackett Patrick Murphy Kirk Palmer                                          |          |          | 7'08"41    | 6          | 7'04"98    |        |
| Staffetta 4x100 m misti        | Ashley Delaney Andrew Lauterstein Adam Pine Brenton Rickard Christian Sprenger Hayden Stoeckel Eamon Sullivan Matt Targett |          |          | 3'32"76    | 2          | 3'30"04    |        |
| Fondo 10 km                    | Ky Hurst |          |          |            |            | 1h 52'13"7 | 11     |

| Gara                           | Atleta | Batterie | Batterie | Semifinali | Semifinali | Finale     | Finale |
| Gara                           | Atleta | Tempo    | Pos.     | Tempo      | Pos.       | Tempo      | Pos.   |
| ------------------------------ | --- | -------- | -------- | ---------- | ---------- | ---------- | ------ |
| 50 m stile libero              | Cate Campbell | 24"20    | 1        | 24"42      | 2          | 24"17      |        |
| 50 m stile libero              | Libby Trickett | 24"67    | 4        | 24"47      | 5          | 24"25      | 4      |
| 100 m stile libero             | Cate Campbell | 54"55    | 13       | 54"54      | 10         |            |        |
| 100 m stile libero             | Libby Trickett | 53"99    | 6        | 54"10      | 8          | 53"16      |        |
| 200 m stile libero             | Bronte Barratt | 1'57"75  | 10       | 1'57"55    | 5          | 1'57"83    | 7      |
| 200 m stile libero             | Linda Mackenzie | 1'57"96  | 12       | 1'58"19    | 12         |            |        |
| 400 m stile libero             | Bronte Barratt |          |          | 4'04"16    | 5          | 4'05"05    | 7      |
| 400 m stile libero             | Linda Mackenzie |          |          | 4'05"91    | 10         |            |        |
| 800 m stile libero             | Melissa Gorman |          |          | 8'32"34    | 17         |            |        |
| 800 m stile libero             | Kylie Palmer |          |          | 8'22"81    | 5          | 8'26"39    | 6      |
| 100 m dorso                    | Sophie Edington | 1'00"65  | 14       | 1'01"05    | 13         |            |        |
| 100 m dorso                    | Emily Seebohm | 1'00"27  | 9        | 1'01"31    | 9          |            |        |
| 200 m dorso                    | Sally Foster | 2'25"54  | 10       | 2'26"33    | 9          |            |        |
| 200 m dorso                    | Belinda Hocking | 2'09"54  | 11       | 2'08"80    | 6          | 2'10"12    | 8      |
| 200 m dorso                    | Meagen Nay | 2'08"79  | 3        | 2'08"09    | 3          | 2'08"84    | 7      |
| 100 m rana                     | Leisel Jones | 1'05"64  | 1        | 1'05"80    | 1          | 1'05"17    |        |
| 100 m rana                     | Tarnee White | 1'07"83  | 7        | 1'07"48    | 4          | 1'07"63    | 6      |
| 200 m rana                     | Leisel Jones | 2'23"81  | 2        | 2'23"04    | 2          | 2'22"05    |        |
| 100 m farfalla                 | Jessicah Schipper | 57"58    | 1        | 57"43      | 3          | 57"25      |        |
| 100 m farfalla                 | Libby Trickett | 58"37    | 12       | 57"05      | 1          | 56"73      |        |
| 200 m farfalla                 | Jessicah Schipper | 2'08"11  | 11       | 2'06"34    | 2          | 2'06"26    |        |
| 200 m farfalla                 | Samantha Hamill | 2'08"83  | 13       | 2'09"58    | 12         |            |        |
| 200 m misti                    | Alicia Coutts | 2'11"55  | 1        | 2'12"03    | 5          | 2'11"43    | 5      |
| 200 m misti                    | Stephanie Rice | 2'12"07  | 6        | 2'10"58    | 2          | 2'08"45    |        |
| 400 m misti                    | Samantha Hamill |          |          | 4'41"89    | 22         |            |        |
| 400 m misti                    | Samantha Hamill |          |          | 4'35"11    | 3          | 4'29"45    |        |
| Staffetta 4x100 m stile libero | Cate Campbell Alice Mills Shayne Reese Melanie Schlanger Libby Trickett                                                      |          |          | 3'37"81    | 6          | 3'35"05    |        |
| Staffetta 4x200 m stile libero | Angie Bainbridge Bronte Barratt Lara Davenport Felicity Galvez Linda Mackenzie Kylie Palmer Melanie Schlanger Stephanie Rice |          |          | 7'55"10    | 6          | 7'44"31    |        |
| Staffetta 4x100 m misti        | Felicity Galvez Liesel Jones Shayne Reese Jessicah Schipper Emily Seebohm Lisbeth Trickett Tarnee White                      |          |          | 3'57"94    | 1          | 3'52"69    |        |
| Fondo 10 km                    | Melissa Gorman |          |          |            |            | 2h 00'33"6 | 15     |

## Nuoto sincronizzato
| Gara    | Atlete | Technical Routine | Technical Routine | Free Routine (preliminari) | Free Routine (preliminari) | Free Routine (finale) | Free Routine (finale) | Punteggio totale | Posizione finale |
| Gara    | Atlete | Punteggio         | Pos.              | Punteggio                  | Pos.                       | Punteggio             | Pos.                  | Punteggio totale | Posizione finale |
| ------- | --- | ----------------- | ----------------- | -------------------------- | -------------------------- | --------------------- | --------------------- | ---------------- | ---------------- |
| Duo     | Myriam Glez Erika Leal-Ramirez                                                                                                   | 41,250            | 21                | 41,584                     | 21                         |                       |                       |                  |                  |
| Squadre | Eloise Amberger Coral Bentley Sarah Bombell Tamika Domrow Myriam Glez Erika Leal-Ramirez Tarren Otte Samantha Reid Bethany Walsh | 40,417            | 7                 |                            |                            | 41,750                | 7                     | 82,167           | 7                |

## Pallacanestro

### Torneo maschile
La nazionale australiana si è qualificata per i Giochi vincendo il campionato oceaniano del 2007.

#### Squadra
La squadra era formata da:
- David Andersen (ala-centro)
- Chris Anstey (centro)
- David Barlow
- Andrew Bogut (centro)
- C.J. Bruton (guardia)
- Joe Ingles (swingman)
- Patty Mills (playmaker)
- Brad Newley (swingman)
- Matt Nielsen (capitano, ala-centro)
- Shawn Redhage (ala)
- Glen Saville (swingman)
- Mark Worthington (ala piccola)

#### Prima fase
| Data      | Ora locale | Squadra   | Punteggio | Squadra   | Referto                                                   |
| --------- | ---------- | --------- | --------- | --------- | --------------------------------------------------------- |
| 10 agosto | 20:00      | Australia | 82-97     | Croazia   | ref (archiviato dall'url originale il 13 settembre 2008). |
| 12 agosto | 22:15      | Argentina | 85 - 68   | Australia | ref (archiviato dall'url originale il 15 agosto 2008).    |
| 14 agosto | 11:15      | Australia | 106 - 68  | Iran      | ref (archiviato dall'url originale il 17 agosto 2008).    |
| 16 agosto | 11:15      | Russia    | 80 - 95   | Australia | ref (archiviato dall'url originale l'11 ottobre 2008).    |
| 18 agosto | 11:15      | Australia | 106 - 75  | Lituania  | ref (archiviato dall'url originale il 7 gennaio 2010).    |

| Squadra   | P | V | P | PF  | PS  | Diff. |
| --------- | - | - | - | --- | --- | ----- |
| Lituania  | 9 | 4 | 1 | 425 | 400 | +25   |
| Argentina | 9 | 4 | 1 | 334 | 282 | +64   |
| Croazia   | 8 | 3 | 2 | 399 | 380 | +19   |
| Australia | 8 | 3 | 2 | 457 | 405 | +52   |
| Russia    | 6 | 1 | 4 | 387 | 406 | -19   |
| Iran      | 5 | 0 | 5 | 323 | 464 | -141  |

#### Seconda fase
Quarti di finale
| Arbitri: | Juan Arteaga Reynaldo Mercedes Lijun Ma |

|                               |          |               |
| Bryant 25                     | Punti    | Mills 20      |
| James, Paul, Wade, Williams 3 | Assist   | Newley 3      |
| James 9                       | Rimbalzi | Worthington 6 |

### Torneo femminile
La nazionale australiana si è qualificata per i Giochi vincendo il campionato mondiale del 2006.

#### Squadra
La squadra era formata da:
- Suzy Batkovic (ala-centro)
- Tully Bevilaqua (guardia)
- Rohanee Cox (ala)
- Hollie Grima (centro
- Kristi Harrower (playmaker)
- Lauren Jackson (capitano, ala grande)
- Erin Phillips (guardia)
- Emma Randall (centro)
- Jenni Screen (guardia)
- Belinda Snell (ala)
- Laura Summerton (ala)
- Penny Taylor (ala)

#### Prima fase
| Data      | Ora locale | Squadra     | Punteggio | Squadra       | Referto                                                |
| --------- | ---------- | ----------- | --------- | ------------- | ------------------------------------------------------ |
| 9 agosto  | 09:00      | Bielorussia | 64 - 83   | Australia     | ref (archiviato dall'url originale il 9 agosto 2008).  |
| 11 agosto | 22:15      | Australia   | 80 - 65   | Brasile       | ref (archiviato dall'url originale il 19 agosto 2008). |
| 13 agosto | 20:00      | Australia   | 90 - 62   | Corea del Sud | ref (archiviato dall'url originale il 17 agosto 2008). |
| 15 agosto | 11:15      | Lettonia    | 73 - 96   | Australia     | ref (archiviato dall'url originale il 18 agosto 2008). |
| 17 agosto | 11:15      | Australia   | 75 - 55   | Russia        | ref (archiviato dall'url originale il 20 agosto 2008). |

| Squadra       | P  | V | P | PF  | PS  | Diff. |
| ------------- | -- | - | - | --- | --- | ----- |
| Australia     | 10 | 5 | 0 | 424 | 319 | +105  |
| Russia        | 9  | 4 | 1 | 339 | 333 | +6    |
| Bielorussia   | 7  | 2 | 3 | 324 | 332 | -8    |
| Corea del Sud | 7  | 2 | 3 | 327 | 360 | -33   |
| Brasile       | 6  | 1 | 4 | 337 | 354 | -17   |
| Lettonia      | 6  | 1 | 4 | 334 | 387 | -53   |

#### Seconda fase
Quarti di finale
| Arbitri: | Romualdas Brazauskas Dawna Townsend Jasmina Tatic |

|            |          |                     |
| Jackson 17 | Punti    | 8 Machová, Večeřová |
| Harrower 4 | Assist   | 4 Machová           |
| Jackson 12 | Rimbalzi | 7 Veselá            |

Semifinali
| Arbitri: | Chantal Julien Fabio Facchini Juan Artega |

|            |          |                   |
| Bian 20    | Punti    | 16 Snell          |
| Bian 2     | Assist   | 4 Harrower, Snell |
| Liu, Sui 7 | Rimbalzi | 13 Batkovic       |

Finale
| Arbitri: | Nikolaos Zavlanos Chantal Julien Yuji Hirahara |

|            |          |            |
| Jackson 20 | Punti    | 15 Lawson  |
| Grima 2    | Assist   | 4 Thompson |
| Jackson 10 | Rimbalzi | 7 Leslie   |

## Pallanuoto

### Torneo maschile
La nazionale australiana si è qualificata per i Giochi vincendo il Torneo preolimpico d'Oceania.

#### Squadra
La squadra era formata da:
- James Stanton
- Richie Campbell
- Trent Franklin
- Pietro Figlioli
- Robert Maitland
- Anthony Martin
- Tim Neesham
- Sam McGregor
- Thomas Whalan
- Gavin Woods
- Rhys Howden
- Jamie Beadsworth

Allenatore: John Fox (pallanuotista)

#### Prima fase
| Data      | Ora locale | Partita    | Partita | Partita   |
| --------- | ---------- | ---------- | ------- | --------- |
| 10 agosto | 14.00      | Australia  | 12-8    | Grecia    |
| 12 agosto | 10.50      | Spagna     | 9-8     | Australia |
| 14 agosto | 15.20      | Australia  | 8-5     | Canada    |
| 16 agosto | 15.20      | Australia  | 12-13   | Ungheria  |
| 18 agosto | 12.10      | Montenegro | 5-5     | Australia |

| Pos. | Squadra    | Giocate | Vinte | Pareggiate | Perse | Gol fatti | Gol subiti | Diff. Reti | Punti |
| ---- | ---------- | ------- | ----- | ---------- | ----- | --------- | ---------- | ---------- | ----- |
| 1    | Ungheria   | 5       | 4     | 1          | 0     | 60        | 36         | +24        | 9     |
| 2    | Spagna     | 5       | 4     | 0          | 1     | 52        | 34         | +18        | 8     |
| 3    | Montenegro | 5       | 2     | 2          | 1     | 43        | 33         | +10        | 6     |
| 4    | Australia  | 5       | 2     | 1          | 2     | 45        | 40         | +5         | 5     |
| 5    | Grecia     | 5       | 1     | 0          | 4     | 39        | 56         | -17        | 2     |
| 6    | Canada     | 5       | 0     | 0          | 5     | 21        | 61         | -40        | 0     |

#### Seconda fase
| Data                    | Ora locale              | Partita                 | Partita                 | Partita                 |
| Semifinali 7º-10º posto | Semifinali 7º-10º posto | Semifinali 7º-10º posto | Semifinali 7º-10º posto | Semifinali 7º-10º posto |
| ----------------------- | ----------------------- | ----------------------- | ----------------------- | ----------------------- |
| 22 agosto               | 10.50                   | Australia               | 17-16 (rig.)            | Italia                  |
| Finale 7º-8º posto      |                         |                         |                         |                         |
| 24 agosto               | 10.50                   | Australia               | 8-9                     | Grecia                  |

### Torneo femminile
La nazionale australiana si è qualificata per i Giochi vincendo il Torneo preolimpico d'Oceania.

#### Squadra
La squadra era formata da:
- Emma Knox
- Gemma Beadsworth
- Nikita Cuffe
- Rebecca Rippon
- Suzie Fraser
- Bronwen Knox
- Taniele Gofers
- Kate Gynther
- Jenna Santoromito
- Mia Santoromito
- Melissa Rippon
- Amy Hetzel
- Alicia McCormack

Allenatore: Greg McFadden

#### Prima fase
| Data      | Ora locale | Partita     | Partita | Partita   |
| --------- | ---------- | ----------- | ------- | --------- |
| 11 agosto | 15.40      | Grecia      | 6-8     | Australia |
| 13 agosto | 13.00      | Ungheria    | 7-7     | Australia |
| 15 agosto | 13.00      | Paesi Bassi | 9-10    | Australia |

| Pos. | Squadra     | Giocate | Vinte | Pareggiate | Perse | Gol fatti | Gol subiti | Diff. Reti | Punti |
| ---- | ----------- | ------- | ----- | ---------- | ----- | --------- | ---------- | ---------- | ----- |
| 1    | Ungheria    | 3       | 2     | 1          | 0     | 28        | 20         | +8         | 5     |
| 2    | Australia   | 3       | 2     | 1          | 0     | 25        | 22         | +3         | 5     |
| 3    | Paesi Bassi | 3       | 1     | 0          | 2     | 27        | 27         | 0          | 2     |
| 4    | Grecia      | 3       | 0     | 0          | 3     | 16        | 27         | -11        | 0     |

#### Seconda fase
| Data                 | Ora locale       | Partita          | Partita          | Partita          |
| Quarti di finale     | Quarti di finale | Quarti di finale | Quarti di finale | Quarti di finale |
| -------------------- | ---------------- | ---------------- | ---------------- | ---------------- |
| 17 agosto            | 14.20            | Cina             | 11-12            | Australia        |
| Semifinale           |                  |                  |                  |                  |
| 19 agosto            | 14.20            | Stati Uniti      | 9-8              | Australia        |
| Finale per il bronzo |                  |                  |                  |                  |
| 21 agosto            | 17.00            | Australia        | 9-9 (3-2 rig.)   | Ungheria         |

## Pentathlon moderno
| Gara      | Atleta      | Tiro  | Tiro  | Scherma  | Scherma | Nuoto   | Nuoto | Equitazione | Equitazione | Corsa    | Corsa | Punteggio totale | Posizione |
| Gara      | Atleta      | Punti | Punt. | Vittorie | Punt.   | Tempo   | Punt. | Punti       | Punt.       | Tempo    | Punt. | Punteggio totale | Posizione |
| --------- | ----------- | ----- | ----- | -------- | ------- | ------- | ----- | ----------- | ----------- | -------- | ----- | ---------------- | --------- |
| Femminile | Angie Darby | 164   | 904   | 12       | 688     | 2'35"59 | 1056  | 67,23       | 1172        | 11'21"96 | 996   | 4816             | 35        |

## Pugilato
| Gara                | Atleta             | Sedicesimi                         | Ottavi                             | Quarti | Semifinali | Finale |
| ------------------- | ------------------ | ---------------------------------- | ---------------------------------- | ------ | ---------- | ------ |
| Pesi mosca          | Stephen Sutherland | Walid Cherif (Cile) 2-14           |                                    |        |            |        |
| Pesi gallo          | Luke Boyd          | Khumiso Ikgopoleng (Botswana) 8-18 |                                    |        |            |        |
| Pesi piuma          | Paul Fleming       | Khedafi Djelkhir (Francia) 9-13    |                                    |        |            |        |
| Pesi leggeri        | Anthony Little     | Julius Indongo (Namibia) 14-2      | Aleksej Tiščenko (Russia) 3-11     |        |            |        |
| Pesi welter leggeri | Todd Kidd          | Driss Moussaid (Marocco) 2-23      |                                    |        |            |        |
| Pesi welter         | Gerard O'Mahony    | Vitalie Grusac (Moldavia) 2-7      |                                    |        |            |        |
| Pesi medi           | Jarrod Fletcher    | Emilio Correa (Cuba) 4-17          |                                    |        |            |        |
| Pesi massimi        | Bradley Pitt       |                                    | Mohamed Arjaoui (Marocco) 6-11     |        |            |        |
| Pesi supermassimi   | Daniel Beahan      |                                    | Ruslan Myrsatayev (Kazakistan) RSC |        |            |        |

## Scherma
| Gara                 | Atleta          | Turno 1                       | Sedicesimi                     | Ottavi | Quarti | Semifinali | Finale |
| -------------------- | --------------- | ----------------------------- | ------------------------------ | ------ | ------ | ---------- | ------ |
| Fioretto individuale | Amber Parkinson | Megumi Harada (Giappone) 9-15 |                                |        |        |            |        |
| Spada individuale    | Joanna Halls    |                               | Misleydis Compañy (Cuba) 13-15 |        |        |            |        |

## Softball
La nazionale australiana si è qualificata per i Giochi arrivando al terzo posto nel Campionato mondiale del 2006.

### Squadra
La squadra era formata da:
- Jodie Bowering
- Kylie Cronk
- Kelly Hardie
- Tanya Harding
- Sandy Lewis
- Simmone Morrow
- Tracey Mosley
- Stacey Porter
- Melanie Roche
- Justine Smethurst
- Danielle Stewart
- Natalie Titcume
- Natalie Ward
- Belinda Wright
- Kerry Wyborn

### Prima fase
| Data      | Ora locale | Partita       | Partita | Partita   |
| --------- | ---------- | ------------- | ------- | --------- |
| 12 agosto | 19:30      | Giappone      | 4-3     | Australia |
| 13 agosto | 12.00      | Stati Uniti   | 3-0     | Australia |
| 14 agosto | 09.30      | Cina          | 1-3     | Australia |
| 15 agosto | 17.00      | Taipei cinese | 1-3     | Australia |
| 16 agosto | 17.00      | Paesi Bassi   | 0-8     | Australia |
| 17 agosto | 17.00      | Canada        | 0-4     | Australia |
| 18 agosto | 19.30      | Venezuela     | 2-9     | Australia |

|  | Qualificate alle semifinali |
|  | Eliminate                   |

| Squadra       | Gioc | Vinte | Perse | Pt.fat | Pt.sub | Perc  |
| ------------- | ---- | ----- | ----- | ------ | ------ | ----- |
| Stati Uniti   | 7    | 7     | 0     | 53     | 1      | 1.000 |
| Giappone      | 7    | 6     | 1     | 23     | 13     | .857  |
| Australia     | 7    | 5     | 2     | 30     | 11     | .714  |
| Canada        | 7    | 3     | 4     | 17     | 23     | .429  |
| Cina          | 7    | 2     | 5     | 19     | 21     | .286  |
| Taipei cinese | 7    | 2     | 5     | 10     | 23     | .286  |
| Venezuela     | 7    | 2     | 5     | 15     | 35     | .286  |
| Paesi Bassi   | 7    | 1     | 6     | 8      | 48     | .143  |

### Seconda fase
Semifinale
| Pechino 20 agosto 2008, ore 12.00 | Canada | 3 – 5 referto | Australia | Fengtai Softball Field |

Finale per il bronzo
| Pechino 20 agosto 2008, ore 17.00 | Giappone | 4 – 3 referto | Australia | Fengtai Softball Field |

## Sollevamento pesi
| Gara             | Atleta         | Strappo | Strappo | Slancio | Slancio | Totale | Posizione |
| Gara             | Atleta         | Ris.    | Pos.    | Ris.    | Pos.    | Totale | Posizione |
| ---------------- | -------------- | ------- | ------- | ------- | ------- | ------ | --------- |
| +105 kg maschile | Damon Kelly    | 165     | 11      | 221     | 9       | 386    | 9         |
| +75 kg femminile | Deborah Lovely | 113     | 8       | 135     | 8       | 248    | 8         |

## Taekwondo
| Gara             | Atleta        | Ottavi                           | Tabellone principale            | Tabellone principale | Tabellone principale | Ripescaggi                     | Ripescaggi                    |
| Gara             | Atleta        | Ottavi                           | Quarti                          | Semifinali           | Finale               | Semifinali                     | Finale                        |
| ---------------- | ------------- | -------------------------------- | ------------------------------- | -------------------- | -------------------- | ------------------------------ | ----------------------------- |
| 58 kg maschile   | Ryan Carneli  | Tsholmlee Go (Filippine) 1-0     | C. Khawlaor (Thailandia) 0-2    |                      |                      |                                |                               |
| 68 kg maschile   | Burak Hasan   | Peter López (Perù) 1-3           |                                 |                      |                      |                                |                               |
| 67 kg femminile  | Tina Morgan   | Karine Sergerie (Canada) 0-0 SUP |                                 |                      |                      | Vanina Sánchez (Argentina) 9-2 | Gwladys Épangue (Francia) 1-4 |
| +67 kg femminile | Carmen Marton | Lorena Benítez (Ecuador) 2-0     | Natália Falavigna (Brasile) 2-5 |                      |                      |                                |                               |

## Tennis
| Gara                | Atleta                        | Trentaduesimi                                | Sedicesimi                                             | Ottavi                                                              | Quarti                                     | Semifinali | Finale |
| ------------------- | ----------------------------- | -------------------------------------------- | ------------------------------------------------------ | ------------------------------------------------------------------- | ------------------------------------------ | ---------- | ------ |
| Singolare maschile  | Chris Guccione                | James Blake (Stati Uniti) 3-6 63-7           |                                                        |                                                                     |                                            |            |        |
| Singolare maschile  | Lleyton Hewitt                | Jonas Björkman (Svezia) 7-5 7-62             | Rafael Nadal (Spagna) 1-6 2-5                          |                                                                     |                                            |            |        |
| Doppio maschile     | Chris Guccione Lleyton Hewitt |                                              | Agustín Calleri Juan Mónaco (Argentina) 4-6 7-64 18-16 | Rafael Nadal Tommy Robredo (Spagna) 6-2 7-65                        | Bob Bryan Mike Bryan (Stati Uniti) 4-6 3-6 |            |        |
| Doppio maschile     | Paul Hanley Jordan Kerr       |                                              | Simon Aspelin Thomas Johansson (Svezia) 67-7 3-6       |                                                                     |                                            |            |        |
| Singolare femminile | Casey Dellacqua               | Gisela Dulko (Argentina) 6-3 6-4             | Viktoryja Azaranka (Bielorussia) 2-6 2-6               |                                                                     |                                            |            |        |
| Singolare femminile | Alicia Molik                  | María José Martínez Sánchez (Spagna) 1-6 1-6 |                                                        |                                                                     |                                            |            |        |
| Singolare femminile | Samantha Stosur               | Sara Errani (Italia) 6-3 6-2                 | Serena Williams (Stati Uniti) 2-6 0-6                  |                                                                     |                                            |            |        |
| Doppio femminile    | Casey Dellacqua Alicia Molik  |                                              | Flavia Pennetta Francesca Schiavone (Italia) 4-6 4-6   |                                                                     |                                            |            |        |
| Doppio femminile    | Samantha Stosur Rennae Stubbs |                                              | Petra Kvitová Lucie Šafářová (Rep. Ceca) 6-1 6-0       | Anabel Medina Garrigues Virginia Ruano Pascual (Spagna) 6-4 4-6 4-6 |                                            |            |        |

## Tennis tavolo
| Gara              | Atleta          | Preliminari                                              | Turno 1                                                             | Turno 2                                                                  | Turno 3 | Turno 4 | Quarti | Semifinali | Finale |
| ----------------- | --------------- | -------------------------------------------------------- | ------------------------------------------------------------------- | ------------------------------------------------------------------------ | ------- | ------- | ------ | ---------- | ------ |
| Singolo maschile  | Kyle Davis      | Ahmed Ali Saleh (Egitto) 1-4 (7-11 6-11 12-10 7-11 8-11) |                                                                     |                                                                          |         |         |        |            |        |
| Singolo maschile  | William Henzell | Idir Khourta (Algeria) 4-1 (8-11 11-3 11-2 11-5 11-8)    | Jens Lundqvist (Svezia) 4-2 (15-13 11-9 8-11 5-11 12-10 11-3)       | Yoon Jae Young (Corea del Sud) 3-4 (11-4 11-7 9-11 12-10 5-11 7-11 4-11) |         |         |        |            |        |
| Singolo maschile  | David Zalcberg  | Doan Kien Quoc (Vietnam) 0-4 (8-11 7-11 10-12 5-11)      |                                                                     |                                                                          |         |         |        |            |        |
| Singolo femminile | Jian Fang Lay   | Aggarwal Neha (India) 4-1 (10-12 11-8 13-11 11-8 11-4)   | Sandra Paovic (Croazia) 3-4 (11-5 9-11 10-12 12-10 14-12 4-11 9-11) |                                                                          |         |         |        |            |        |
| Singolo femminile | Miao Miao       | Cecilia Otu Offiong (Nigeria) 4-0 (11-7 11-5 11-5 14-12) | Irina Kotikhina (Russia) 4-3 (11-9 15-13 5-11 10-12 11-8 4-11 11-9) | Dang Ye-Seo (Corea del Sud) 1-4 (3-11 11-7 3-11 6-11 6-11)               |         |         |        |            |        |
| Singolo femminile | Stephanie Sang  | Bose Kaffo (Nigeria) 4-1 (11-8 10-12 11-9 11-2 11-7)     | Svetlana Ganina (Russia) bye                                        | Wu Xue (Rep. Dominicana) 0-4 (5-11 11-13 9-11 6-11)                      |         |         |        |            |        |

### Gara a squadre maschile
| 13 agosto 2008 | Austria | 3 – 0 | Australia |  |

| 14 agosto 2008 | Cina | 3 – 0 | Australia |  |

| 14 agosto 2008 | Grecia | 3 – 0 | Australia |  |

| Squadra   | P.ti | G | V | P | GV | GP |
| --------- | ---- | - | - | - | -- | -- |
| Cina      | 6    | 3 | 3 | 0 | 9  | 0  |
| Austria   | 5    | 3 | 2 | 1 | 6  | 3  |
| Grecia    | 4    | 3 | 1 | 2 | 3  | 6  |
| Australia | 3    | 3 | 0 | 3 | 0  | 9  |

### Gara a squadre femminile
| 13 agosto 2008 | Giappone | 3 – 0 | Australia |  |

| 14 agosto 2008 | Corea del Sud | 3 – 0 | Australia |  |

| 14 agosto 2008 | Spagna | 3 – 0 | Australia |  |

| Squadra       | P.ti | G | V | P | GV | GP |
| ------------- | ---- | - | - | - | -- | -- |
| Corea del Sud | 6    | 3 | 3 | 0 | 9  | 0  |
| Giappone      | 5    | 3 | 2 | 1 | 6  | 5  |
| Spagna        | 4    | 3 | 1 | 2 | 5  | 6  |
| Australia     | 3    | 3 | 0 | 3 | 0  | 9  |

## Tiro
| Gara                         | Atleta           | Qualificazioni | Qualificazioni | Finale    | Finale       | Finale |
| Gara                         | Atleta           | Punteggio      | Pos.           | Punteggio | Punt. totale | Pos.   |
| ---------------------------- | ---------------- | -------------- | -------------- | --------- | ------------ | ------ |
| Carabina 10 m aria compressa | Ben Burge        | 576            | 49             |           |              |        |
| Carabina 10 m aria compressa | Matthew Inabinet | 579            | 47             |           |              |        |
| Carabina 50 m a terra        | Ben Burge        | 588            | 40             |           |              |        |
| Carabina 50 m a terra        | Warren Potent    | 595            | 4              | 105,5     | 700,5        |        |
| Carabina 50 m tre posizioni  | Ben Burge        | 1152           | 40             |           |              |        |
| Carabina 50 m tre posizioni  | Matthew Inabinet | 1141           | 45             |           |              |        |
| Pistola 10 m aria compressa  | David Moore      | 571            | 46             |           |              |        |
| Pistola 10 m aria compressa  | Daniel Repacholi | 573            | 32             |           |              |        |
| Pistola 50 m                 | David Moore      | 546            | 35             |           |              |        |
| Pistola 50 m                 | Daniel Repacholi | 540            | 41             |           |              |        |
| Pistola 25 m automatica      | Bruce Quick      | 560            | 17             |           |              |        |
| Skeet                        | George Barton    | 116            | 17             |           |              |        |
| Skeet                        | Paul Rahman      | 110            | 30             |           |              |        |
| Trap                         | Michael Diamond  | 119            | 5              | 23        | 142          | 4      |
| Trap                         | Craig Henwood    | 109            | 31             |           |              |        |
| Double trap                  | Russell Mark     | 136            | 6              | 45        | 181          | 5      |

| Gara                         | Atleta              | Qualificazioni | Qualificazioni | Finale    | Finale       | Finale |
| Gara                         | Atleta              | Punteggio      | Pos.           | Punteggio | Punt. totale | Pos.   |
| ---------------------------- | ------------------- | -------------- | -------------- | --------- | ------------ | ------ |
| Carabina 10 m aria compressa | Sue McCready        | 386            | 42             |           |              |        |
| Carabina 10 m aria compressa | Robyn Van Nus       | 384            | 44             |           |              |        |
| Carabina 50 m tre posizioni  | Sue McCready        | 550            | 43             |           |              |        |
| Carabina 50 m tre posizioni  | Robyn Van Nus       | 556            | 40             |           |              |        |
| Pistola 10 m aria compressa  | Dina Aspandiyarova  | 375            | 36             |           |              |        |
| Pistola 10 m aria compressa  | Lalita Yauhleuskaya | 381            | 18             |           |              |        |
| Pistola 25 m                 | Dina Aspandiyarova  | 571            | 33             |           |              |        |
| Pistola 25 m                 | Lalita Yauhleuskaya | 581            | 14             |           |              |        |
| Skeet                        | Natalia Rahman      | 66             | 11             |           |              |        |
| Trap                         | Stacy Roiall        | 62             | 14             |           |              |        |

## Tiro con l'arco
| Gara                  | Atleta                             | Turno di qualificazione | Turno di qualificazione | Turno 1                                  | Turno 2                        | Ottavi          | Quarti | Semifinali | Finale |
| Gara                  | Atleta                             | Punteggio               | Pos.                    | Turno 1                                  | Turno 2                        | Ottavi          | Quarti | Semifinali | Finale |
| --------------------- | ---------------------------------- | ----------------------- | ----------------------- | ---------------------------------------- | ------------------------------ | --------------- | ------ | ---------- | ------ |
| Individuale maschile  | Matthew Gray                       | 654                     | 39                      | Cheng Chu Sian (Malaysia) 101-109        |                                |                 |        |            |        |
| Individuale maschile  | Sky Kim                            | 665                     | 14                      | Romain Girouille (Francia) 112-110       | Jacek Proć (Polonia) 110-111   |                 |        |            |        |
| Individuale maschile  | Michael Naray                      | 658                     | 30                      | Jean-Charles Valladont (Francia) 108-106 | Viktor Ruban (Ucraina) 105-115 |                 |        |            |        |
| Squadre maschile      | Matthew Gray Sky Kim Michael Naray | 1977                    | 9                       |                                          |                                | Polonia 218-223 |        |            |        |
| Individuale femminile | Alexandra Feeney                   | 580                     | 59                      | Yuan Shu Chi (Taipei cinese) 101-104     |                                |                 |        |            |        |
| Individuale femminile | Jane Waller                        | 634                     | 28                      | Pranitha Vardineni (India) 100-106       |                                |                 |        |            |        |

## Triathlon
| Gara           | Atleta            | Nuoto  | Ciclismo  | Corsa  | Tempo totale | Posizione |
| -------------- | ----------------- | ------ | --------- | ------ | ------------ | --------- |
| Gara maschile  | Courtney Atkinson | 18'06" | 59'08"    | 32'00" | 1h 50'10"    | 11        |
| Gara maschile  | Brad Kahlefeldt   | 18'17" | 58'56"    | 32'26" | 1h 50'36"    | 16        |
| Gara femminile | Erin Densham      | 20'54" | 1h 05'27" | 35'46" | 2h 03'08"    | 22        |
| Gara femminile | Emma Moffatt      | 19'55" | 1h 04'12" | 34'46" | 1h 59'55"    |           |
| Gara femminile | Emma Snowsill     | 19'55" | 1h 04'20" | 33'17" | 1h 58'27"    |           |

## Tuffi
| Gara                        | Atleta                         | Preliminari | Preliminari | Semifinale | Semifinale | Finale | Finale |
| Gara                        | Atleta                         | Punti       | Pos.        | Punti      | Pos.       | Punti  | Pos.   |
| --------------------------- | ------------------------------ | ----------- | ----------- | ---------- | ---------- | ------ | ------ |
| Trampolino 3 metri          | Matthew Mitcham                | 439,85      | 15          | 427,45     | 16         |        |        |
| Trampolino 3 metri          | Robert Newbery                 | 465,15      | 6           | 460,35     | 11         | 461,05 | 9      |
| Piattaforma 10 metri        | Matthew Mitcham                | 509,60      | 2           | 532,20     | 2          | 537,00 |        |
| Piattaforma 10 metri        | Mathew Helm                    | 484,40      | 5           | 485,20     | 6          | 467,70 | 6      |
| Trampolino 3 metri sincro   | Robert Newbery Scott Robertson |             |             |            |            | 393,60 | 8      |
| Piattaforma 10 metri sincro | Mathew Helm Robert Newbery     |             |             |            |            | 444,84 | 4      |

| Gara                        | Atleta                        | Preliminari | Preliminari | Semifinale | Semifinale | Finale | Finale |
| Gara                        | Atleta                        | Punti       | Pos.        | Punti      | Pos.       | Punti  | Pos.   |
| --------------------------- | ----------------------------- | ----------- | ----------- | ---------- | ---------- | ------ | ------ |
| Trampolino 3 metri          | Chantelle Newbery             | 284,85      | 15          | 294,45     | 14         |        |        |
| Trampolino 3 metri          | Sharleen Stratton             | 288,00      | 13          | 325,90     | 8          | 331,00 | 7      |
| Piattaforma 10 metri        | Alex Croak                    | 383,75      | 4           | 250,30     | 18         |        |        |
| Piattaforma 10 metri        | Melissa Wu                    | 340,35      | 8           | 331,35     | 8          | 338,15 | 6      |
| Trampolino 3 metri sincro   | Briony Cole Sharleen Stratton |             |             |            |            | 311,34 | 5      |
| Piattaforma 10 metri sincro | Briony Cole Melissa Wu        |             |             |            |            | 335,16 |        |

## Vela
| Gara                   | Atleta                                    | Regata | Regata | Regata | Regata | Regata | Regata | Regata | Regata | Regata     | Regata     | Regata | Regata | Regata     | Regata     | Regata     | Regata       | Punteggio | Pos. |
| Gara                   | Atleta                                    | 1      | 2      | 3      | 4      | 5      | 6      | 7      | 8      | 9          | 10         | 11     | 12     | 13         | 14         | 15         | M            | Punteggio | Pos. |
| ---------------------- | ----------------------------------------- | ------ | ------ | ------ | ------ | ------ | ------ | ------ | ------ | ---------- | ---------- | ------ | ------ | ---------- | ---------- | ---------- | ------------ | --------- | ---- |
| Laser maschile         | Tom Slingsby                              | 21     | 22     | 21     | 22     | 35     | 20     | 12     | 11     | 40         | cancellata |        |        |            |            |            |              | 164       | 22   |
| 470 maschile           | Malcolm Page Nathan Wilmot                | 4      | 7      | 3      | 3      | 3      | 4      | 5      | 16     | 3          | 10         |        |        |            |            |            | 2            | 44        |      |
| Star                   | Iain Murray Andrew Palfrey                | 11     | 15     | 13     | 15     | 2      | 11     | 10     | 14     | 14         | 8          |        |        |            |            |            |              | 98        | 14   |
| Windsurf femminile     | Jessica Crisp                             | 2      | 4      | 3      | 8      | 1      | 8      | 9      | 14     | 6          | 5          |        |        |            |            |            | 20           | 66        | 5    |
| Laser Radial femminile | Sarah Blanck                              | 6      | 11     | 7      | 19     | 4      | 12     | 8      | 1      | 5          | cancellata |        |        |            |            |            | 4            | 58        | 4    |
| 470 femminile          | Tessa Parkinson Elise Rechichi            | 2      | 2      | 4      | 1      | 9      | 4      | 2      | 5      | 3          | 2          |        |        |            |            |            | 18           | 34        |      |
| Yngling                | Angela Farrell Karyn Gojnich Krystal Weir | 1      | 11     | 6      | 12     | 7      | 7      | 9      | 8      | cancellata | cancellata |        |        |            |            |            | squalificate | 71        | 10   |
| Finn                   | Anthony Nossiter                          | 11     | 22     | 8      | 17     | 13     | 21     | 11     | 20     | cancellate | cancellate |        |        |            |            |            |              | 101       | 16   |
| 49er                   | Ben Austin Nathan Outteridge              | 20     | 1      | 7      | 3      | 1      | 1      | 6      | 4      | 6          | 12         | 2      | 18     | cancellate | cancellate | cancellate | 12           | 73        | 5    |
| Tornado                | Glenn Ashby Darren Bundock                | 5      | 4      | 3      | 1      | 5      | 9      | 2      | 8      | 7          | 4          |        |        |            |            |            | 10           | 49        |      |